# Morbid Angel
Morbid Angel é uma banda da Flórida (EUA), formada em 1984 por Trey Azagthoth, considerada pioneira e crucial para o desenvolvimento do gênero death metal.
No início, as letras de músicas da  banda  focavam em assuntos ligados a satanismo, ocultismo e anticristianismo, mas a partir do disco Blessed are the Sick, a banda começou a falar sobre os antigos deuses sumérios em suas músicas: muitas dessas composições foram inspiradas por Simon Necronomicon e H. P. Lovecraft.  Contudo, alguns elementos antirreligiosos continuaram a permear as letras. Seus álbuns são notáveis por terem os nomes em ordem alfabética (o primeiro começa com a letra A, o segundo com B, etc.): o guitarrista e compositor Trey Azagthoth comentou em um entrevista que foi uma coincidência nos dois primeiros lançamentos, mas tornou-se proposital desde então.
A revista inglesa Terrorizer colocou o álbum de estreia do Morbid Angel, Altars of Madness (1989), no topo da lista dos "40 maiores álbuns de death metal". A Decibel Magazine também classificou Trey Azagthoth como o melhor guitarrista de death metal de todos os tempos. As canções da banda são complexas nos arranjos, devido às consideráveis habilidades técnicas tanto de Azagthoth quanto do baterista Pete Sandoval, que hoje toca na banda de grindcore Terrorizer. Até 2003, a banda já havia vendido  445 mil cópias de álbuns em solo americano; seu terceiro disco, Covenant (1993), é o álbum de death metal que mais vendeu nos Estados Unidos (+150 mil unidades).

## História

### Primeiros anos
Formado no meio da década de 1980 em Tampa, Flórida, por Trey Azagthoth, o Morbid Angel gravou em 1986 seu álbum demo intitulado Abominations of Desolation (mas que só foi lançado em 1991).
Em 1989 o mundo conhece o primeiro disco oficial do Morbid Angel, intitulado Altars of Madness com Trey Azagthoth, David Vincent, Pete Sandoval e Richard Brunelle. Este disco se tornou o maior clássico da banda e um dos maiores do estilo. Músicas como "Immortal Rites", "Suffocation", "Visions From The Dark Side", "Damnation", "Maze Of Torment" e outras do disco inovaram o estilo e se tornaram influências para várias bandas atuais.
Em 1991 é a vez do disco Blessed are the Sick, que levou o Morbid Angel a um patamar elevado dentro do estilo, dando aos músicos reputação como compositores verdadeiramente inovadores e visionários, infundindo subcorrentes clássicas prevalecentes dentro do material sumamente poderoso exposto. Agora a banda se apoiava em dois clássicos muito bem aceitos pelo público, sendo que o Morbid Angel foi a primeira banda extrema a assinar com uma grande gravadora.
Em 1993 a banda lança o disco Covenant que vendeu mais de 150 mil cópias e, mesmo sem o guitarrista Richard Brunelle, provou que a banda cresceria cada vez mais, chegando a níveis que ninguém nunca havia imaginado que eles chegariam, principalmente conceituando o grande compositor da banda Trey Azagthoth.
Em 1994 a banda relançou sua fita demo de 86 no formato de CD.
Em 1995 sai no mercado o disco Domination, que marca a estreia de Erik Rutan (ex-Ripping Corpse) que toca guitarra e teclado no disco. Esse disco foi considerado pelos músicos como o melhor até então, sendo o segundo a ser lançado por uma grande gravadora, a Warner.
Em 1996 sai o disco ao vivo Entangled in Chaos, contando com clássicos da banda gravados em shows pela Europa.

### Mudança de vocalista
Em 1997 David Vincent deixa a banda, fazendo com que os fãs ficassem preocupados com o futuro do Morbid Angel, pois David era uma figura importantíssima que deixou sua marca no estilo inigualável da banda. Logo entrou Steve Tucker (ex-Ceremony) no lugar de David, executando fielmente a mesma função que ele, e tudo se resolveu.
Em 1998 a banda lança o disco Formulas Fatal to the Flesh, pesado ao extremo, que recupera a velocidade que a banda vinha perdendo lentamente em suas músicas no decorrer dos anos, sendo o mais rápido até então. O disco foi gravado na terra natal da banda, no Morrisound Stúdio, e os solos de Azagthoth em sua própria casa. Segundo ele ficaria bem melhor para trabalhá-los pois ele gosta de poder gastar muito tempo nos solos. Os vocais novos ficaram perfeitos, sem descaracterizar a banda, e foi muito bem aceito pelos velhos fãs. Fica assim provada a capacidade que Steve Tucker tem para o posto que herdou de David Vincent.

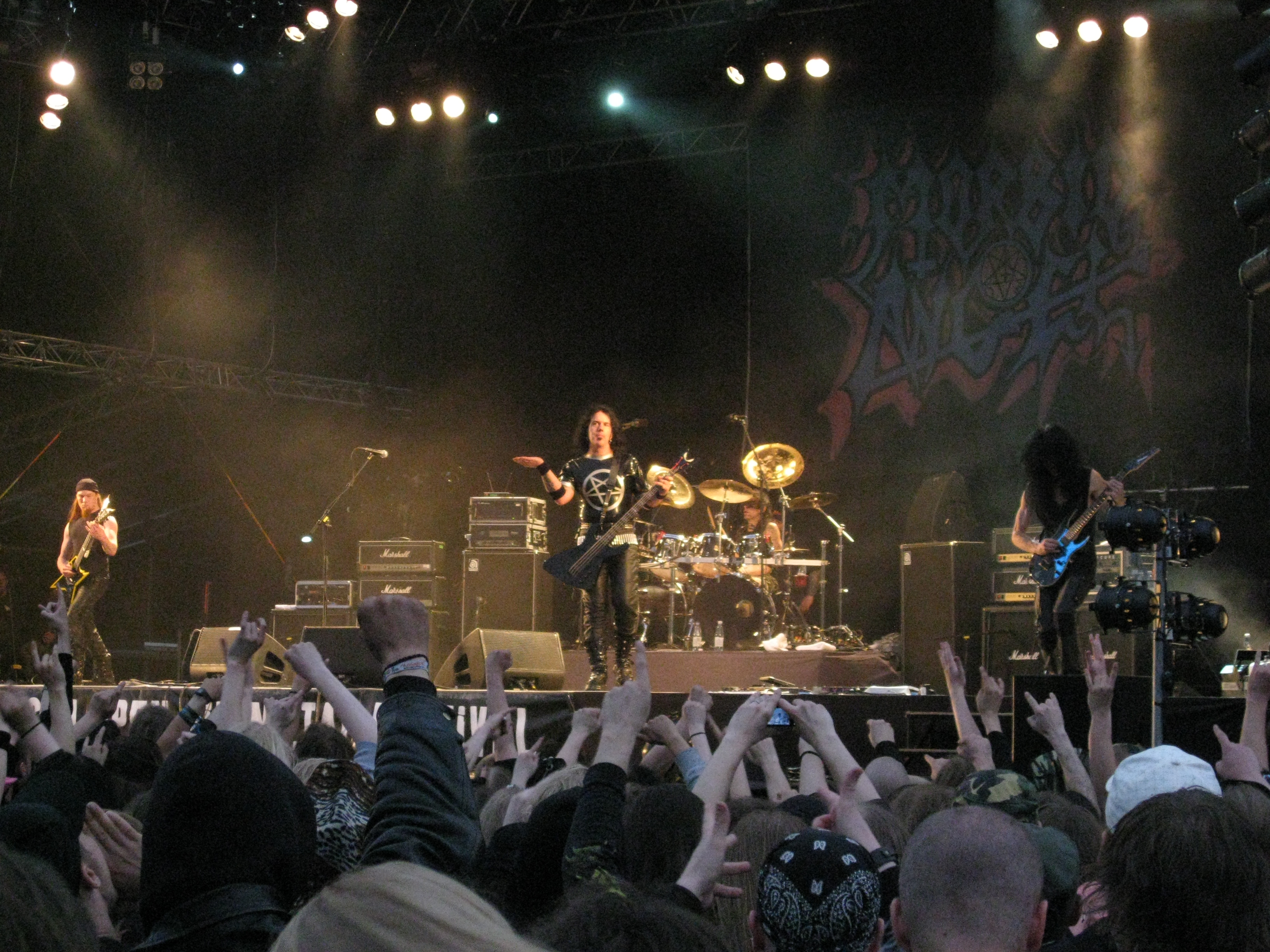
Morbid Angel em 2008

No ano 2000, outra obra-prima do Death Metal foi dada ao mundo, o disco Gateways to Annihilation, emanando com suas passagens dinâmicas e extensas. Peso absoluto, é o que traduz a característica do disco. Após a formação  se estabilizar com Trey Azagthoth, Steve Tucker, Erik Rutan e Pete Sandoval, Rutan deixa o grupo.
Gravam um novo álbum em 2003, Heretic, o último com Tucker, não tão aclamado quanto o anterior. Após a turnê de divulgação,  Vincent volta a banda em 2004 no lugar de Tucker. O trio que gravou "Covenant" faz vários shows pela Europa e participa de grandes festivais como o Wacken de 2006.
Em maio de 2008, foi anunciado que  Thor Anders "Destructhor" Myhren (Zyklon, Myrkskog) seria o novo guitarrista da banda.

### Novo álbum e atividade recente
Depois de muito tempo, em junho de 2010, a banda volta aos estúdios com Erik Rutan como engenheiro de som para gravar o seu oitavo álbum. Como Pete Sandoval passou por uma cirurgia nas costas na época, devido a um problema de hérnia de disco, Tim Yeung (Divine Heresy, All that Remains, Nile, Hate Eternal, Vital Remains) foi seu substituto para tocar a bateria nas sessões do álbum.
Lançado em junho de 2011 via Season of Mist, Illud Divinum Insanus mostrou uma nova abordagem no som, deixando de lado o death metal old school característico da banda, e apresentando uma inserção de elementos de música eletrônica em várias faixas. O disco foi criticado pelos fãs do grupo devido ao seu som mais moderno, ainda que tenha conseguido um bom número vendas.
Em entrevista em dezembro de 2013, David Vincent confirmou que Pete Sandoval não era mais integrante da banda, deixando Tim Yeung como baterista permanente do grupo.
Em junho de 2015, Tim Yeung e Destructhor anunciaram suas saídas da banda de maneira amigável e Trey Azagthoth afirmou que voltaria a trabalhar com Steve Tucker em seu próximo disco. Alguns dias depois,  David Vincent também deixou o grupo e pouco tempo depois formou uma nova banda chamada I Am Morbid.
Em 9 de janeiro de 2017, Trey Azagthoth anunciou em sua página do Facebook que o baterista Scott Fuller se juntou ao Morbid Angel para a gravação de seu novo álbum. Detalhes adicionais indicaram que o título do álbum provavelmente começaria com a letra "K", dada a história da banda em nomear seus álbuns em ordem alfabética.
Em 1º de dezembro de 2017 o Morbid Angel lança seu nono album chamado Kingdoms Disdained pela Silver Lining Music, dessa vez contando com Steve Tucker nos vocais e baixo, Trey Azagthoth nas guitarras e Scott Fuller na bateria. O álbum foi mais bem aceito que seu antecessor e mostrava a banda de volta a suas raízes no Death Metal

## Integrantes
| - Trey Azagthoth – guitarra, sintetizador, teclado (1984–atualmente) - Steve Tucker – baixo, vocal (1997–01, 2003–04, 2015-atualmente) - Dan Vadim Von – guitarra (2017–atualmente) - Scott Fuller – bateria (2017–atualmente) - Richard Brunelle – guitarra (1994) - Erik Rutan – guitarra (1998, 2006) - Tony Norman – guitarra (2002-2006) - Tim Yeung - bateria (2010-2013) | - Mike Browning – bateria, vocal (1984-1986) - Dallas Ward – baixo, vocal (1984–1985) - John Ortega – baixo (1985-1986) - Richard Brunelle – guitarra (1985–1992) - Sterling "Von" Scarborough – baixo (1986) - David Vincent – baixo, vocal (1986–1996, 2004–2015) - Wayne Hartsell – bateria (1986-1988) - Pete Sandoval – bateria (1988–2013) - Erik Rutan – guitarra (1993–1996, 1999–2002) - Jared Anderson – baixo, vocal (2001–2002) - Destructhor – guitarra (2008–2015) - Tim Yeung – bateria (2013–2015) |

### Galeria

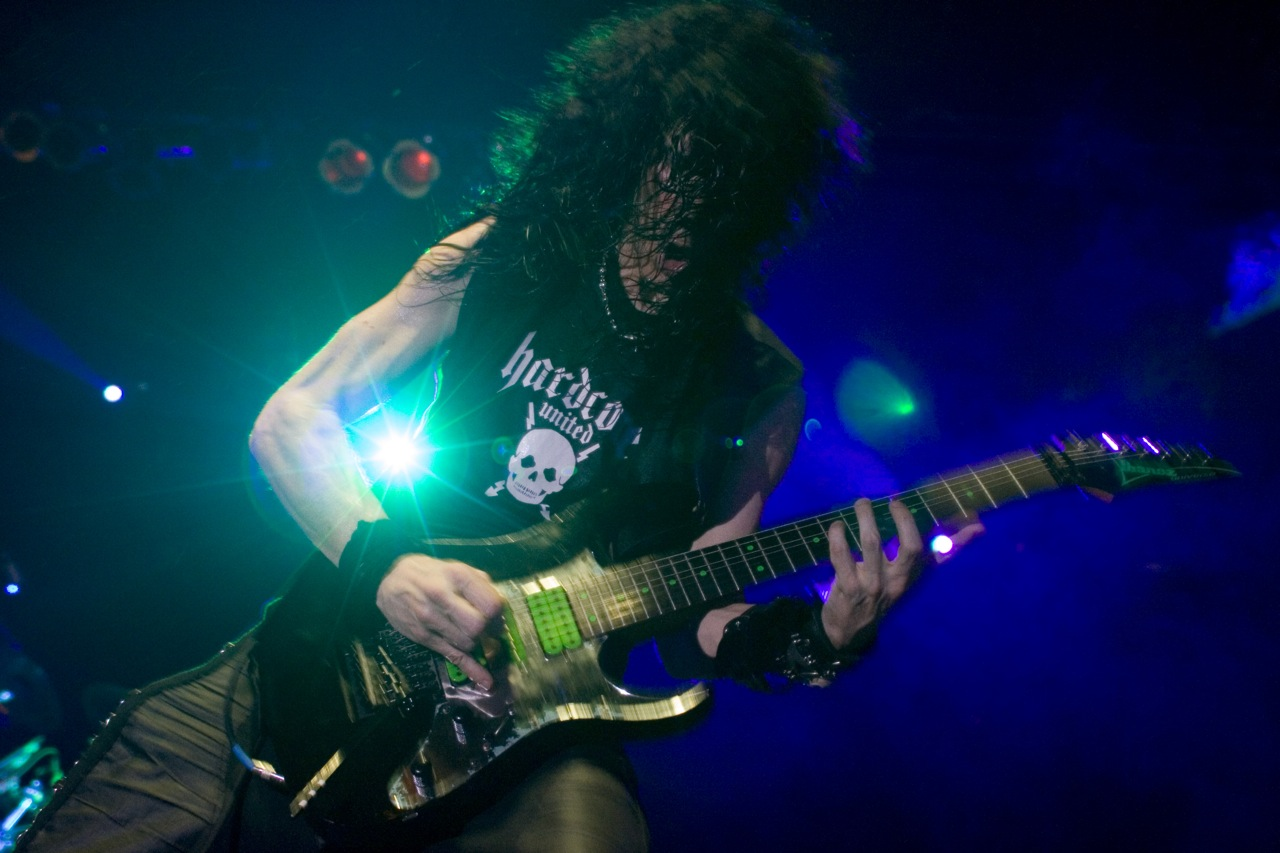
Trey Azagthoth
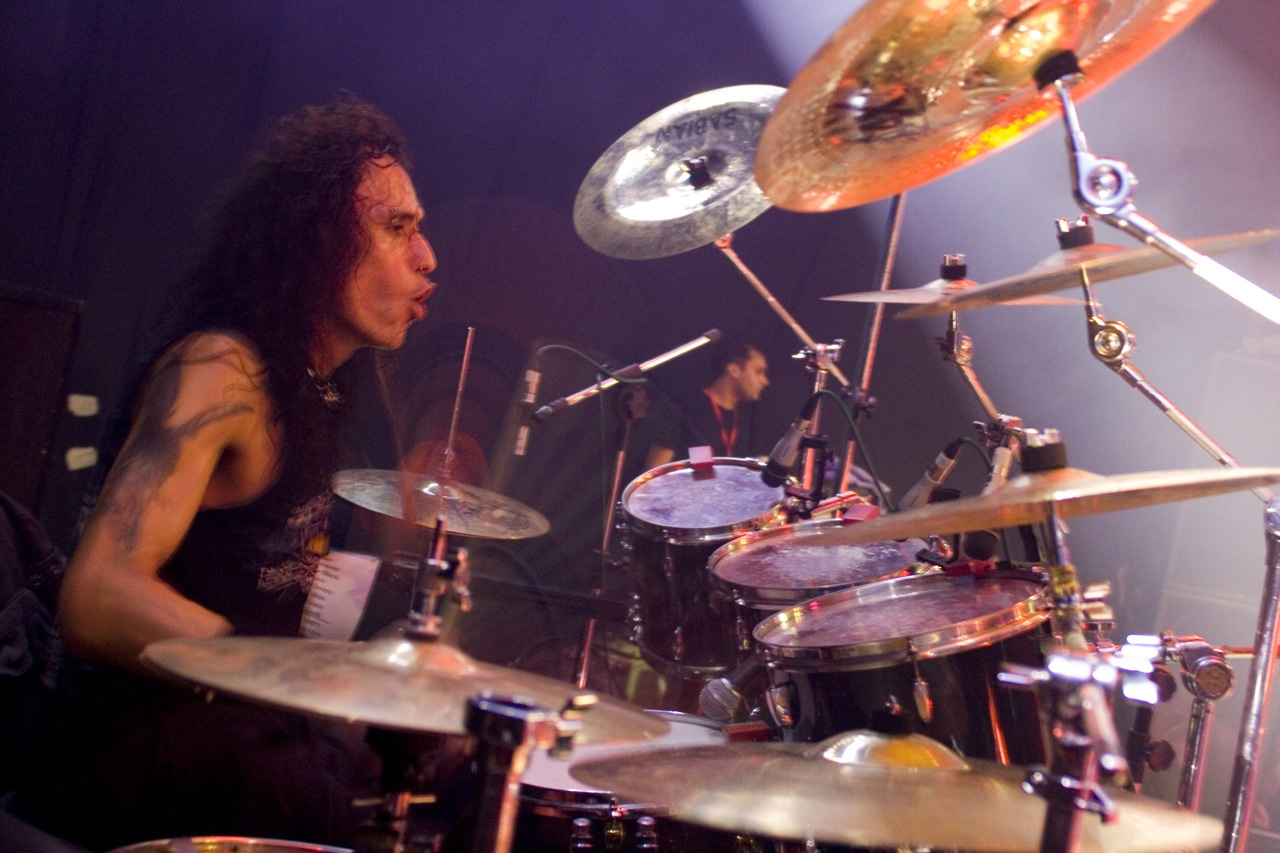
Pete Sandoval
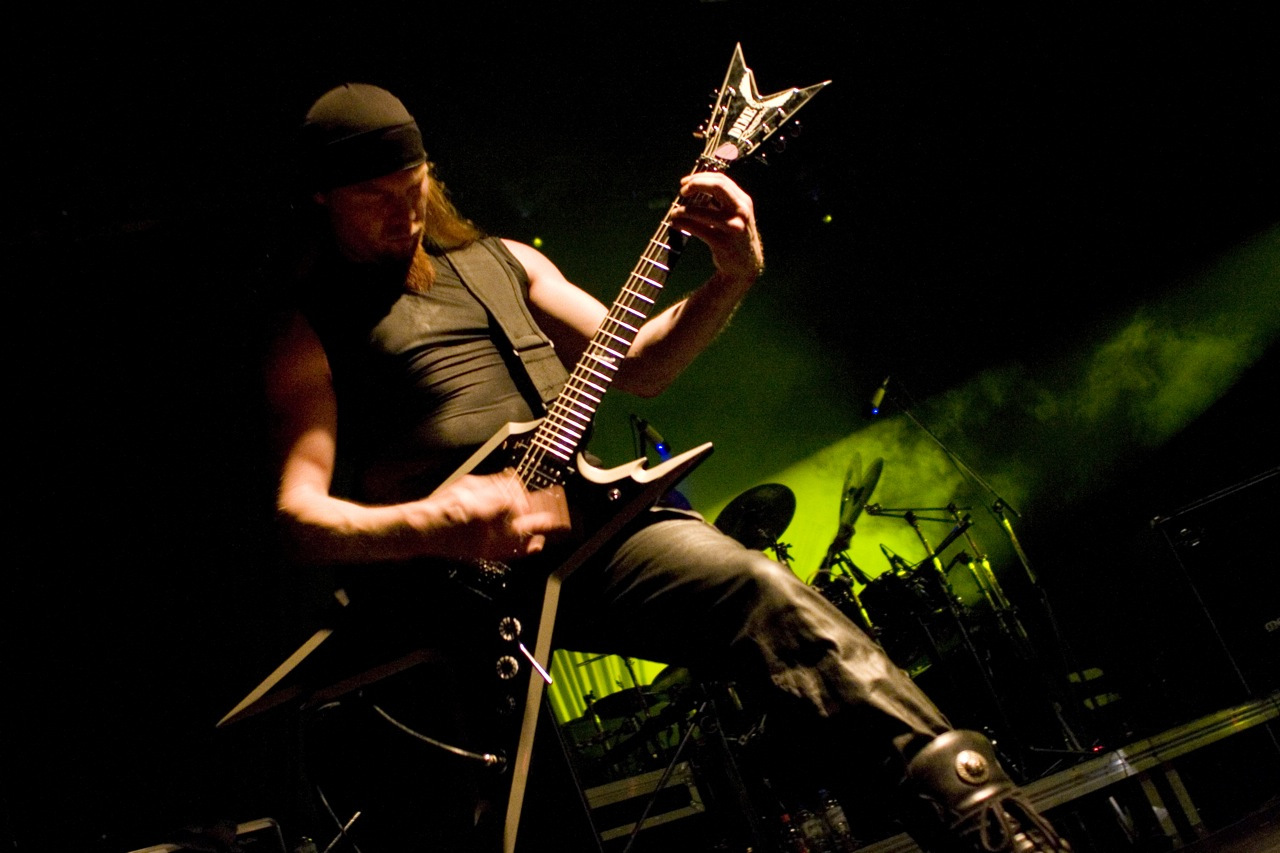
Destructhor
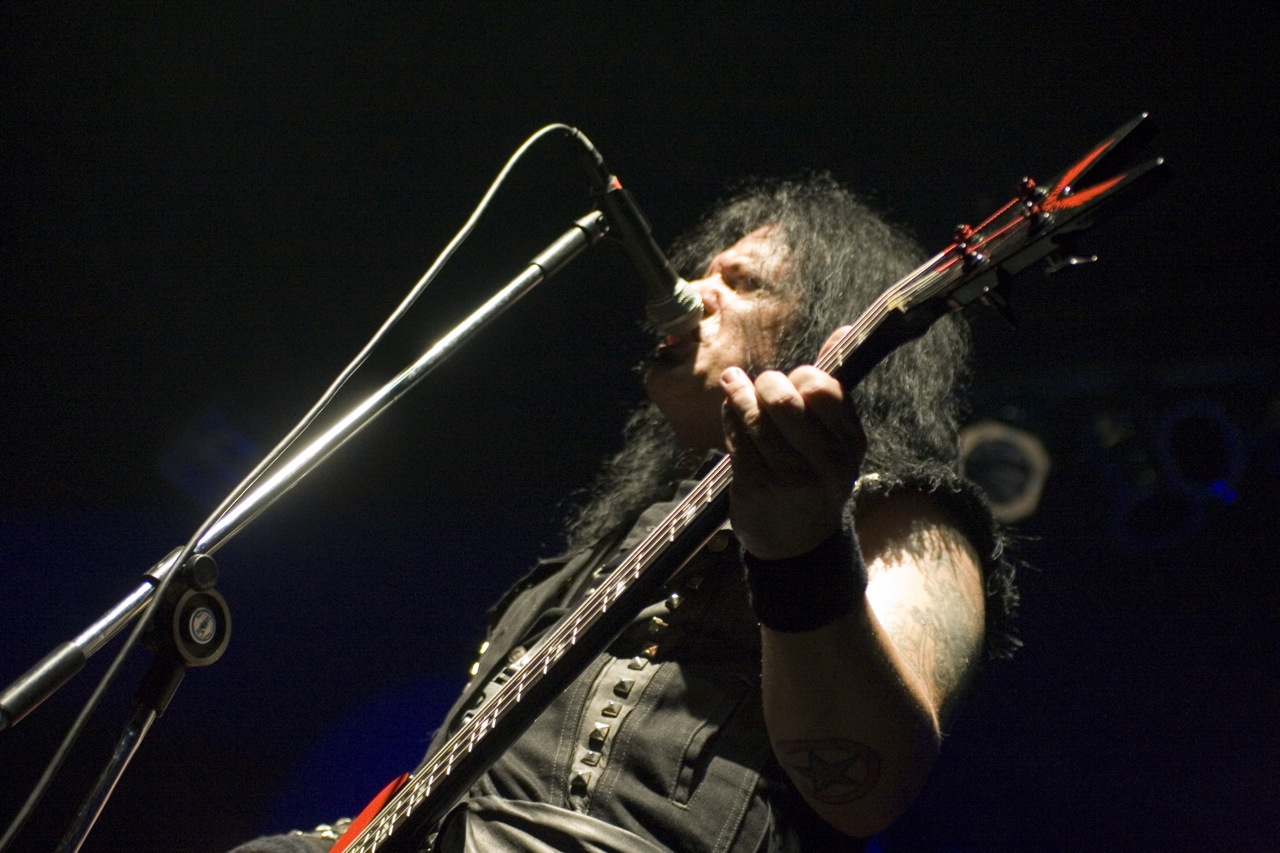
David Vincent

## Discografia
| Álbuns de estúdio - Altars of Madness (1989) - Blessed are the Sick (1991) - Covenant (1993) - Domination (1995) - Formulas Fatal to the Flesh (1998) - Gateways to Annihilation (2000) - Heretic (2003) - Illud Divinum Insanus (2011) - Kingdoms Disdained (2017) Álbuns ao vivo - Entangled in Chaos (1996) - Juvenilia (2015) Singles e EPs - Thy Kingdom Come (1988) - Rapture (1993) - God of Emptiness (1994) - Laibach Remixes (1994) - Nevermore (2011) | Demos - Scream Forth Blasphemies (1986) - Bleed for the Devil (1986) - Total Hideous Death (1986) - Thy Kingdom Come (1987) - Abominations of Desolation (1991) Coletâneas - MMXI (2011) - Illud Divinum Insanus - The Remixes (2012) Videoclipes - "Blessed Are the Sick/Leading the Rats" (1991) - "God of Emptiness" (1993) - "Rapture" (1993) - "Where the Slime Live" (1995) - "Enshrined by Grace" (2003) - "Existo Vulgoré" (2012) |